# Schloss Wimhub

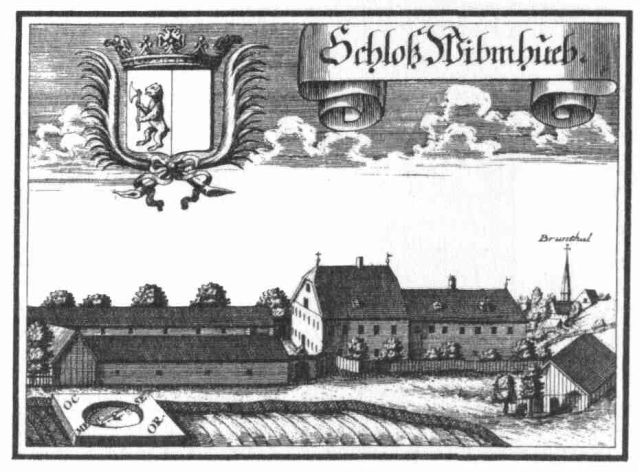
Schloss Wimhub, Kupferstich von Michael Wening, 1721

Das Schloss Wimhub (auch Wimhueb und Wimbhueb geschrieben) befand sich im gleichnamigen Ortsteil der Gemeinde St. Veit im Innkreis im Bezirk Braunau.

## Geschichte
Wimhueb wurde erstmals 1313 urkundlich erwähnt und gehörte zum bayrischen Pfleggericht Mauerkirchen. Ein Symon der Widemhuber zu Widemhueb tritt bei einem Güterverkauf am 17. Jänner 1420 urkundlich auf. Der Text lässt darauf schließen, dass diese Familie seit 1313 hier ansässig war und dass die Dienstleute der Ahaymer zu Wildenau waren. Die Wimhuber waren bis 1549 im Besitz des Anwesens. Unter Georg Wimhuber wurde das Schloss mit Brunnthal (Prunnthal) vereinigt. 
Auf die Wimhuber folgten die Herren von Hackledt. Hans I. von Hackledt erwarb 1549 den Sitz Wimhub, 1575 ging der Ansitz an seinen Vetter Landrichinger über. 1579 bis 1580 erfolgte ein Umbau des Schlosses. Am 25. Mai 1589 verkaufte Johann Landrichinger Wimhub an Matthias II. von Hackledt (Matthias Hackleder), einen Beamten der landesfürstlichen Verwaltung und Richter in Mattighofen. Er war ein entfernter Verwandter des oben erwähnten Hans I. von Hackledt. Die verschiedenen Linien des Geschlechtes besaßen nun neben Schloss Hackledt und Schloss Maasbach auch Schloss Wimhub und das Schloss Brunnthal. Der Besitz des Matthias II. von Hackledt ging nach seinem Tod 1616 an seine Tochter und fiel nach deren Tod 1637 an ihren entfernten Verwandten Johann Georg von Hackledt († 1677), den Besitzer des Schlosses Hackledt. Im 18. Jahrhundert teilte sich das Geschlecht mit dessen Enkeln in drei neue Linien: Franz Joseph Anton († 1729) verblieb auf Schloss Hackledt, sein Bruder Johann Karl Joseph I. († 1747) erhielt den Sitz Wimhub, und der dritte Bruder Paul Anton Joseph († 1752) erhielt den Sitz Brunnthal, wohnte aber vorerst weiterhin in Wimhub, ehe er auf das von seiner Gemahlin ererbte Schloss Teichstätt bei Lengau übersiedelte. 
Die Familie von Hackledt blieb bis zum Beginn des 19. Jahrhunderts auf Schloss Wimhub ansässig: Johann Karl Joseph I. von Hackledt bis 1747, dessen Sohn Johann Karl Joseph II. von Hackledt (Johann Freiherr von Hackledt zu Wimhub und Prunnthal) bis 1800. Er verstarb ohne männlichen Nachkommen. 1804 war das Schloss im Besitz von dessen Tochter Konstantia, verheiratete Baronin von Klingensberg (Chlingensperg), 1819 folgte ihr nach Verkauf des Schlosses der Rentmeister Joseph Lentner und 1842 durch eine Versteigerung Karl Freiherr von Wenningen. Unter diesem verfiel das Schloss, das dann vererbrechtet und somit von einem Edelsitz zu einem Bauernhof wurde. 
Von den Hackledtern sind etliche Familienmitglieder in der Kirche von Sankt Veit begraben, wo einige Grabsteine an sie erinnern. Diese Grabsteine scheinen zu belegen, dass die Hackledter zu Beginn des 18. Jahrhunderts den Schwerpunkt ihres Familienlebens in Wimhub hatten. 

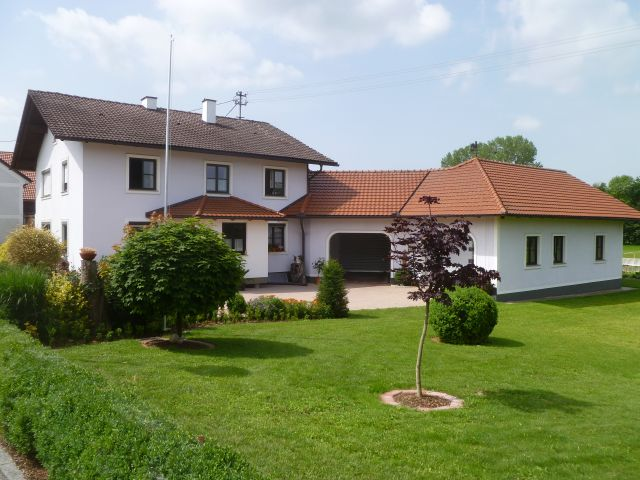
Schlossbauerngut an der Stelle des ehemaligen Schlosses Wimhub

Der Ansitz soll – ähnlich den Innviertler Bauernhöfen – teilweise in Holzbauweise errichtet gewesen sein. Wie auf dem Stich von Michael Wening von 1721 zu erkennen ist, war Wimhub ein einfacher einstöckiger Bau mit entsprechenden landwirtschaftlichen Nebengebäuden ohne wehrhaften Charakter. 
Durch den Neubau des „Schlossbauerngutes“ durch die Besitzer Edeltraud und Markus Preishuber ist das Schloss völlig verschwunden. Außer dem Bauernhof erinnert noch eine neuerbaute Kapelle (zu Ehren des Hl. Nepomuk) an das frühere Schloss. 